# André-Joseph Allar
André Allar (Toulon, 22 de agosto de 1845 - Toulon, 11 de abril de 1926) fue un escultor francés ganador del Premio de Roma en 1869, miembro de la Academia de Bellas Artes en 1905.

## Biografía
André-Joseph Allar era hijo de un trabajador del arsenal de Toulon y de la costurera Hélène Talon. Su padre, Benoît-David-César Allar, había heredado el château du Castellet y lo había donado a la comuna. Su hermano mayor, Gaudensi (fr) trabajó primero en el arsenal y luego a los 14 años se enroló en un buque. Cuando regresó Gaudensi, fue empleado en una imprenta, donde entró a trabajar su hermano como aprendiz a los 12 años. André tallaba los viejos plomos de la imprenta. Sus habilidades para el grabado y la escultura fueron apreciadas tempranamente; se dedicó entonces a la realización de esculturas en Toulon. Su madre le confió a su hermano, M. Talon, para que le ayudase en los trabajos de la nueva catedral de la Mayor en Marsella.
André y su hermano Gaudensi ingresaron en la escuela de Bellas Artes de Marsella. Gaudensi trabajó con el arquitecto Espérandieu y decidió enviar a su hermano André a París, para que se perfeccione en la escultura. André será en París alumno de Eugène Guillaume, Antoine Laurent Dantan y Jules Cavelier. André Allar obtuvo en 1869 el gran Premio de Roma de escultura. Visitó la Toscana, la Umbria, Florencia y el Puerto de Anzio. Estudió en Roma desde el 17 de enero de 1870 al 31 de diciembre de 1873.
Trabajador de talento, adquiere cada vez mayor popularidad y los grandes coleccionistas y amantes del arte le llaman. El 20 de mayo de 1905 fue elegido miembro de la Academia de Bellas Artes, en la sección de escultura, siendo presidente Eugène Guillaume.

## Obras

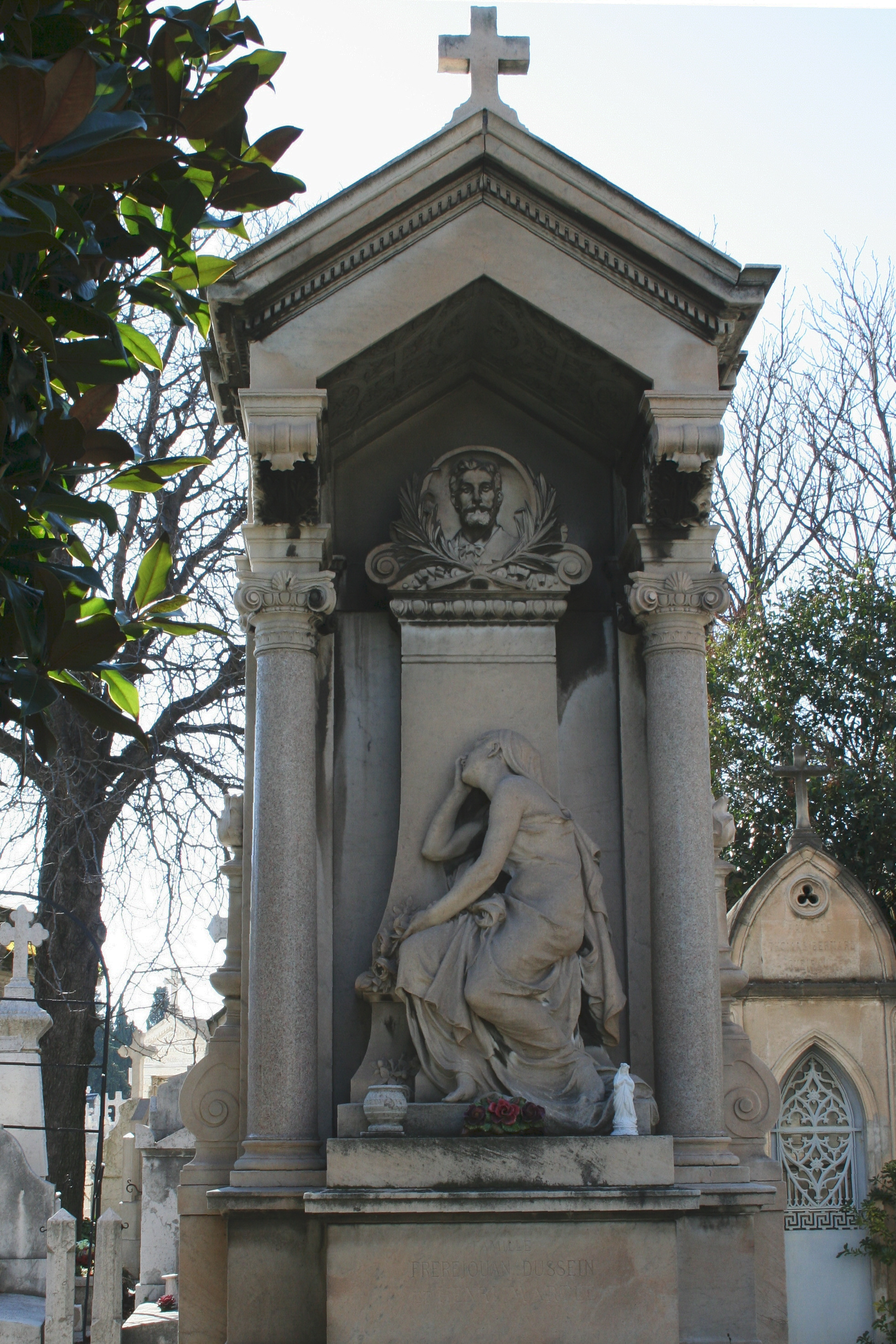
Plañidera, en el cementerio de Saint Pierre de Marsella

Entre sus muchas creaciones citaremos:
- Hécube découvrant le cadavre de Polydore (Hécuba descubriendo el cadáver de Polidoro) en el Museo de Bellas Artes de Marsella.
- La mort d’Alceste,(La muerte de Alceste) inspirado por la muerte de su mujer y que se encuentra en el jardín público del Ayuntamiento de Lisieux.
- Infante de los Abruzzos en el museo de Orsay.[2]
- Thétis portando las armas de Achille.
- Busto de Montricher en la galería del palacio Longchamp en Marsella.
- Santa Madeleine de la façhada de la catedral de la Major en Marsella.(ver imagen)
- Monumento de la Fédération en la plaza de la República de Toulon.
- Fuente de la place Estrangin de Marsella, que representa a Mercurio de niño y a una sirena sosteniendo un cuerno de la abundancia con el fin de ilustrar la riqueza del comercio.
- Fuente de la place Castellane en Marsella elaborada en colaboración con Jules Cantini.(ver imagen)
- Retrato de su hermano Gaudensi al que estuvo siempre muy unido, en el museo de Toulon.
- Estatuas de Jean Bullant y de Jean Goujon sobre la fachada del Ayuntamiento de París.
- Estatua de Frédéric Le Play en el jardín del Luxemburgo de París. (ver imagen)
- Monumento del Centenario de la unión de Niza a Francia (inaugurado en 1896).
- Monumento en memoria del arquitecto Henri-Jacques Espérandieu (ver imagen)
- Medallón retrato en bronce de Auguste Maquet, en su tumba, cementerio del Père-Lachaise 48°51′45.0″N 2°23′33.0″E / 48.862500, 2.392500

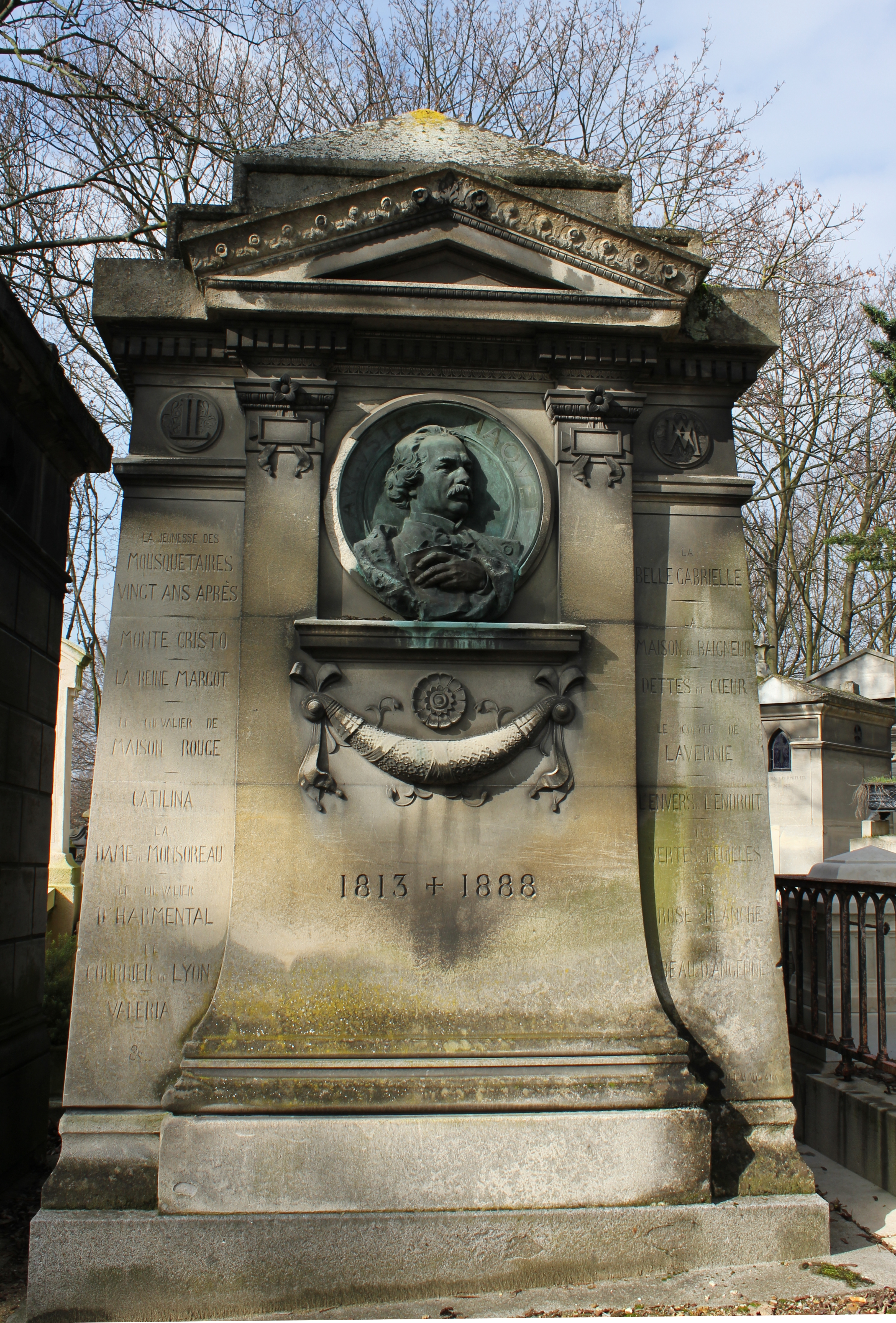
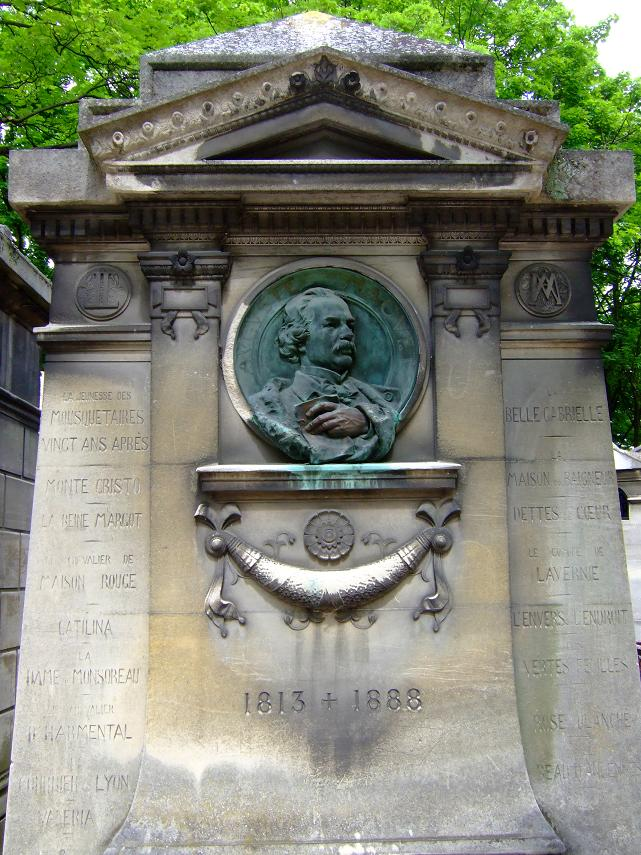
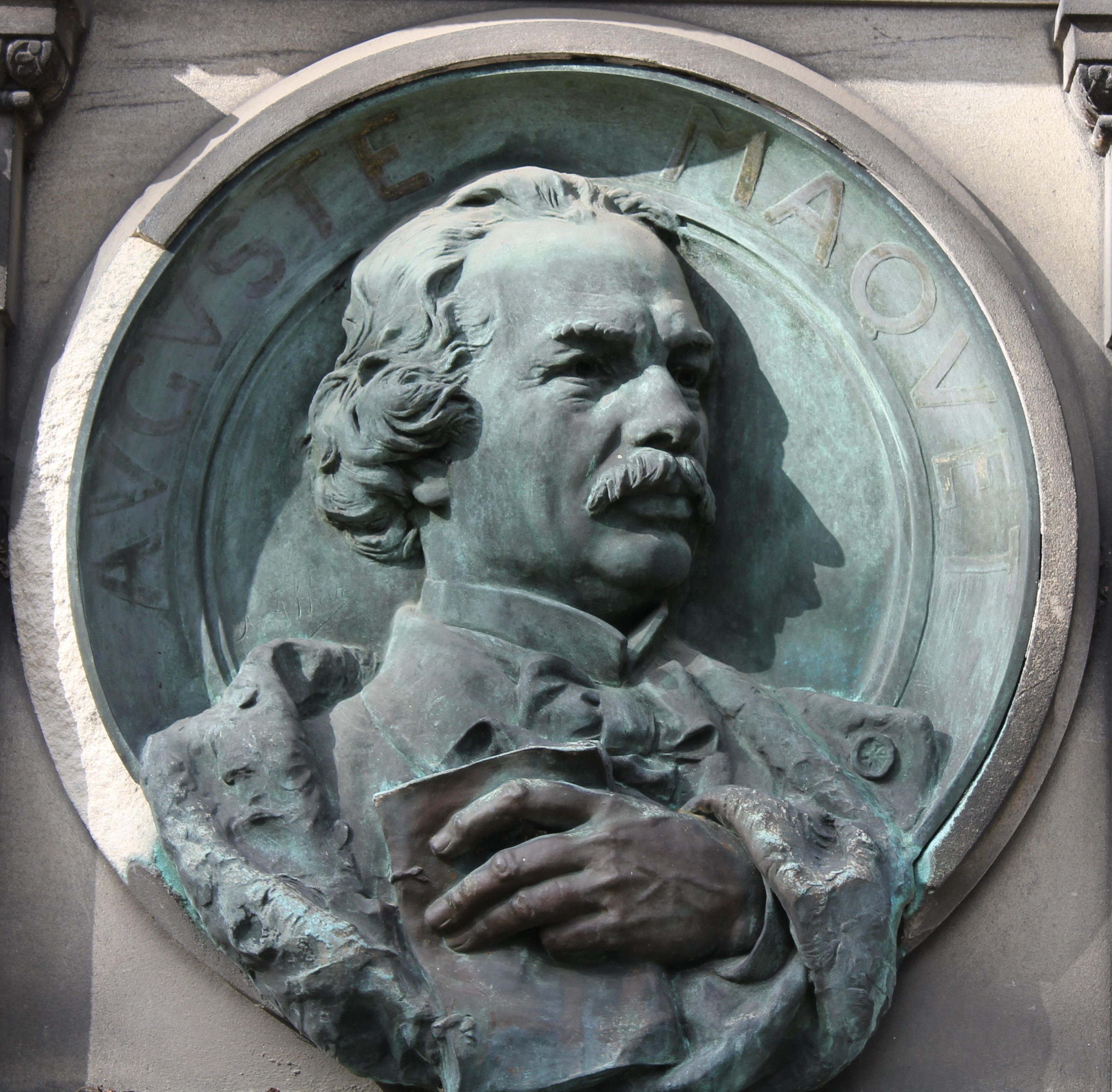

- Decoración de la tumba de Jules Loebnitz, Cementerio del Père-Lachaise

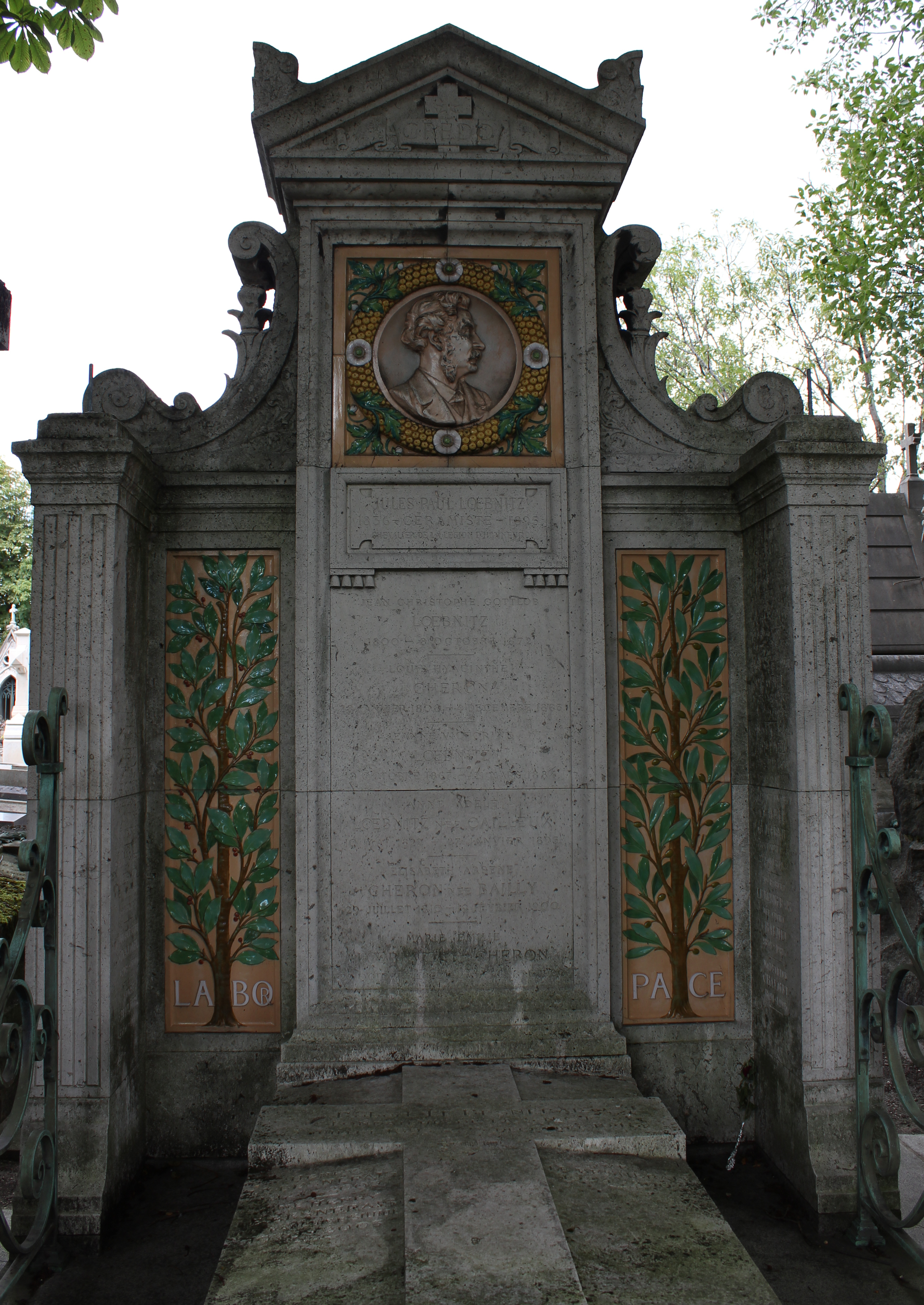
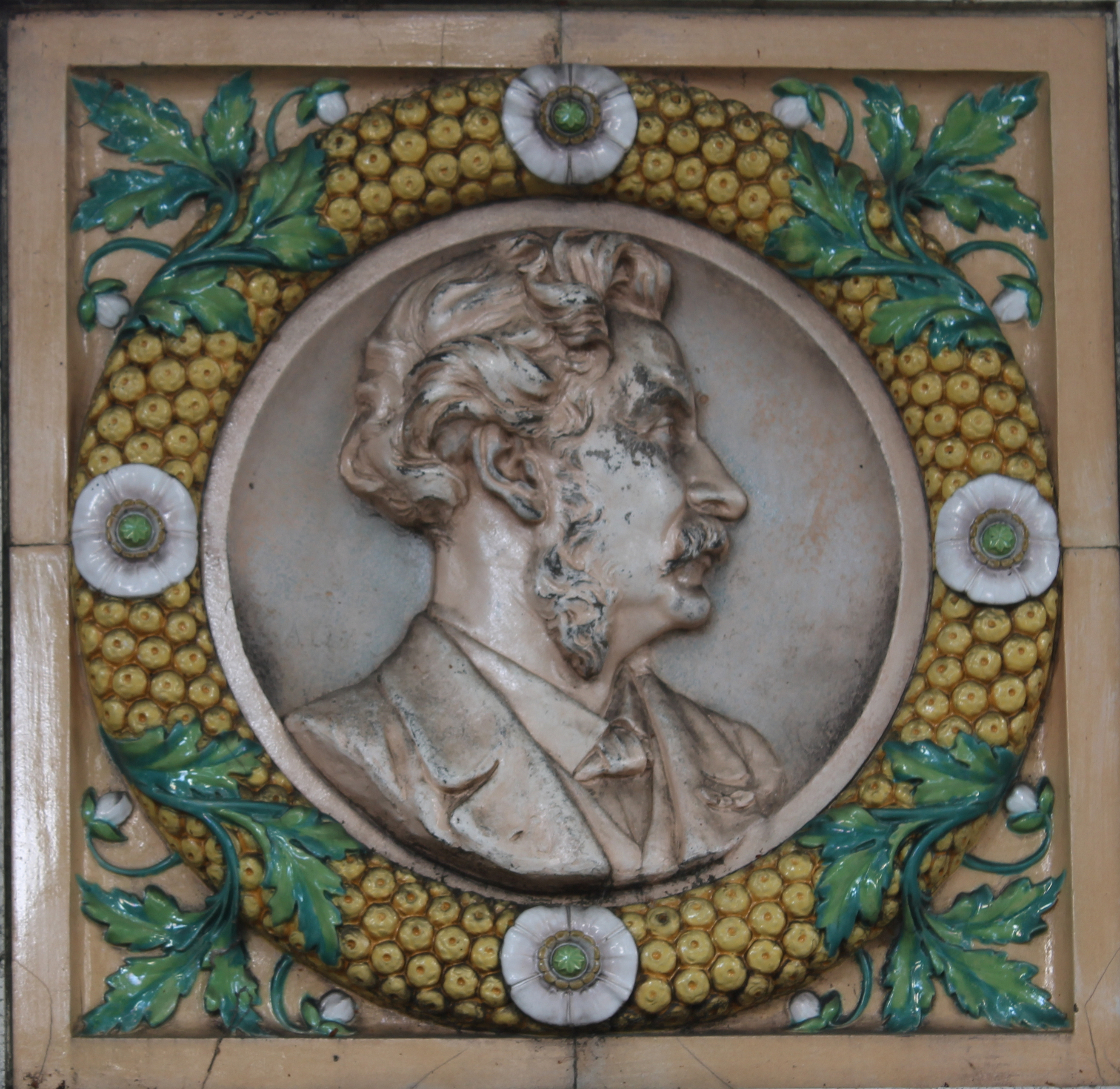
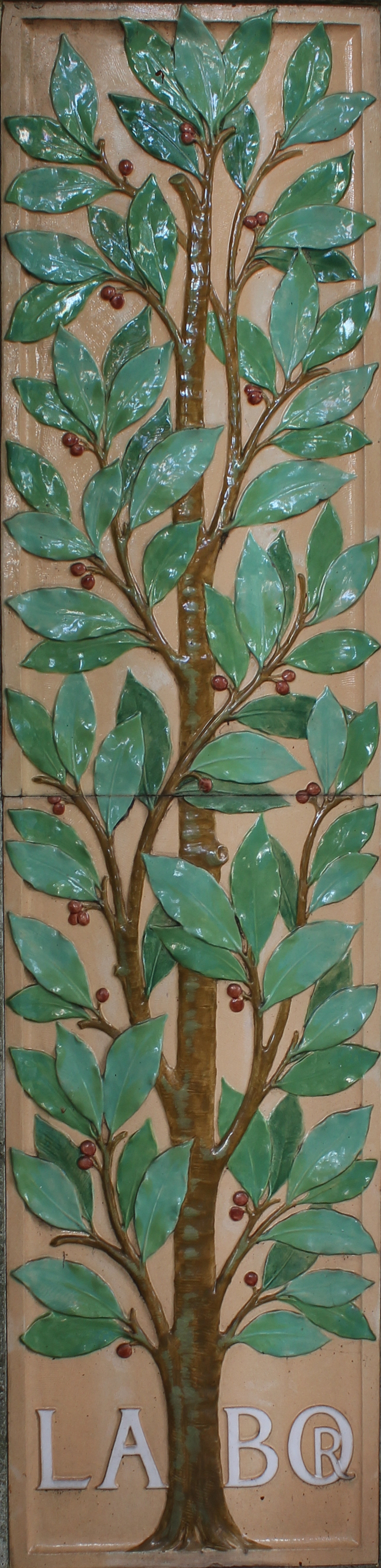
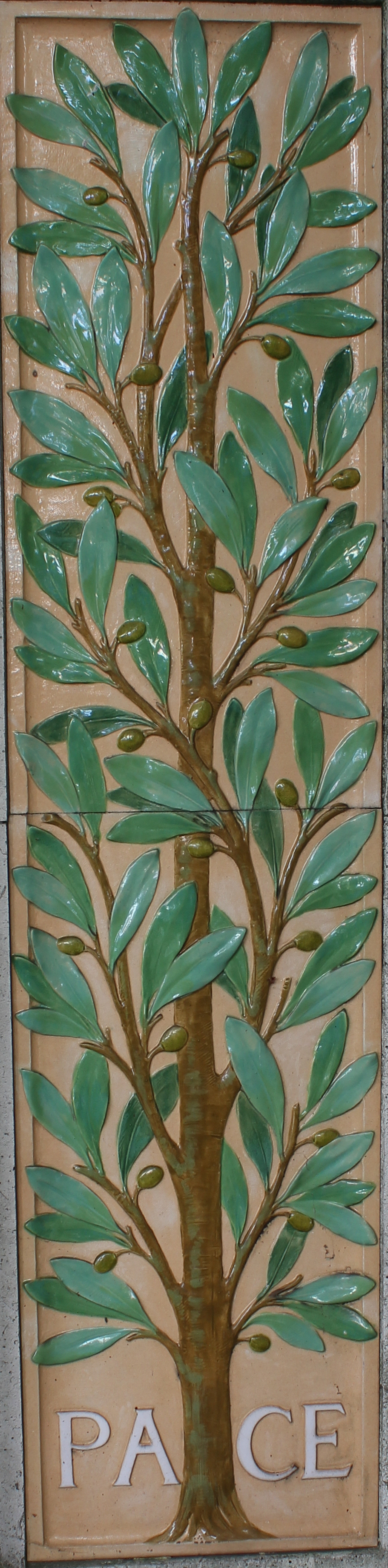

### Galería de imágenes

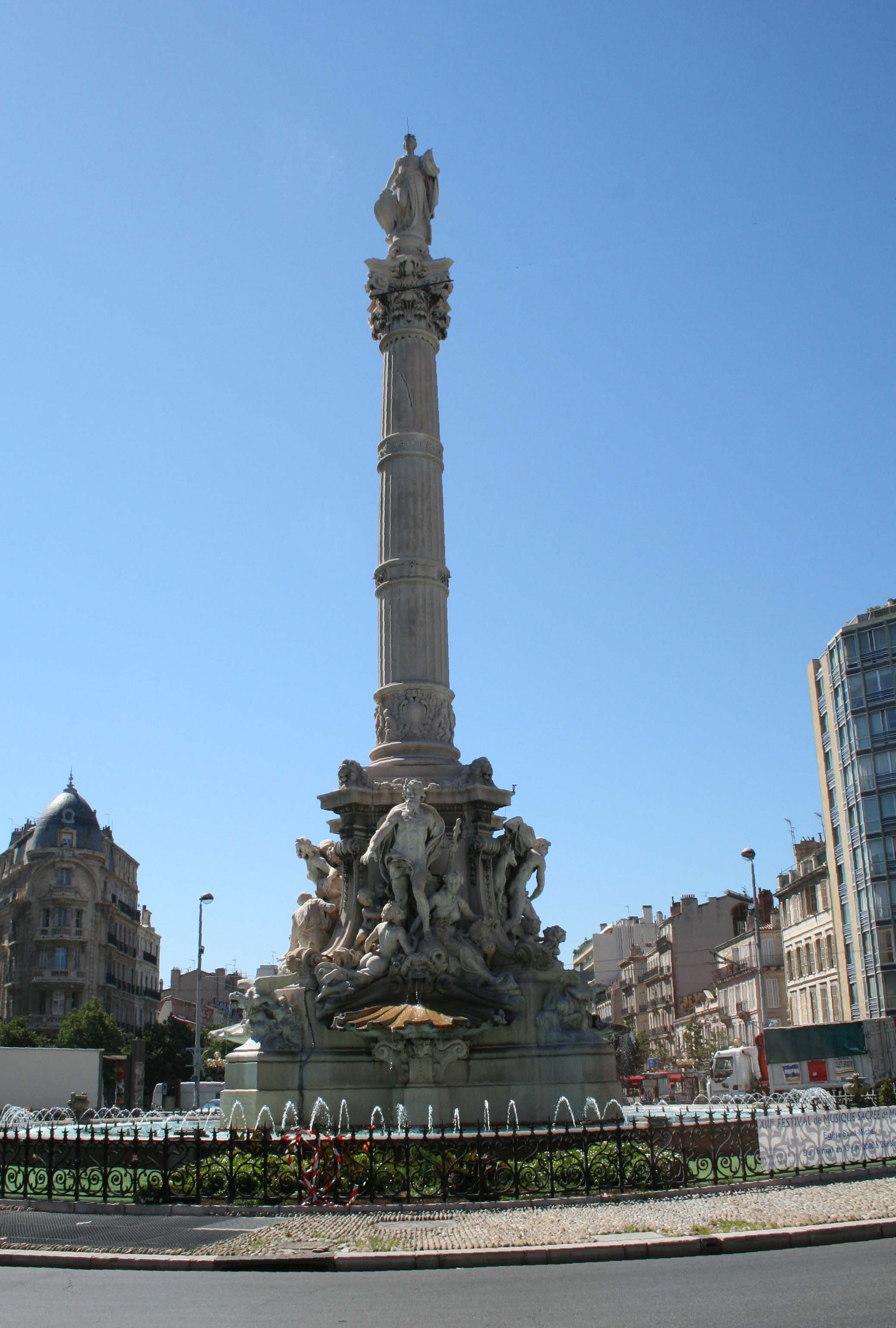
Fontaine Place Castellane
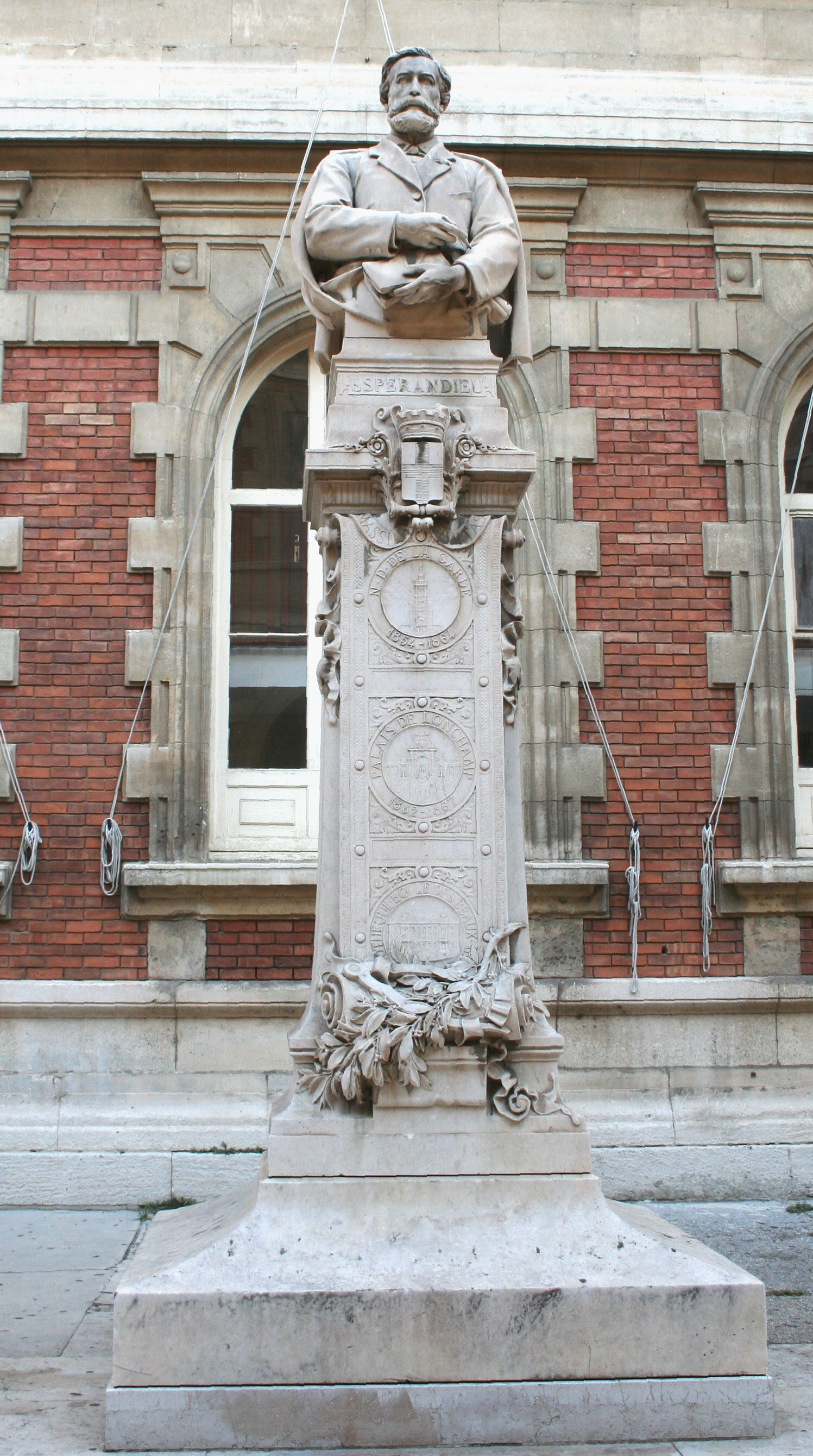
Henri-Jacques Espérandieu arquitecto
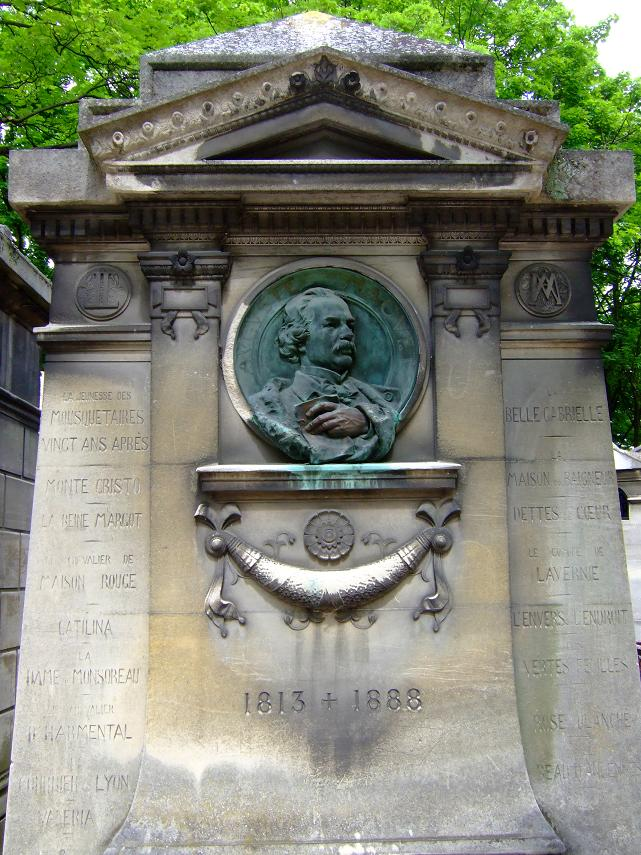
Medallón retrato en bronce de Auguste Marquet, en su tumba. Cementerio del Pere-Lachaise
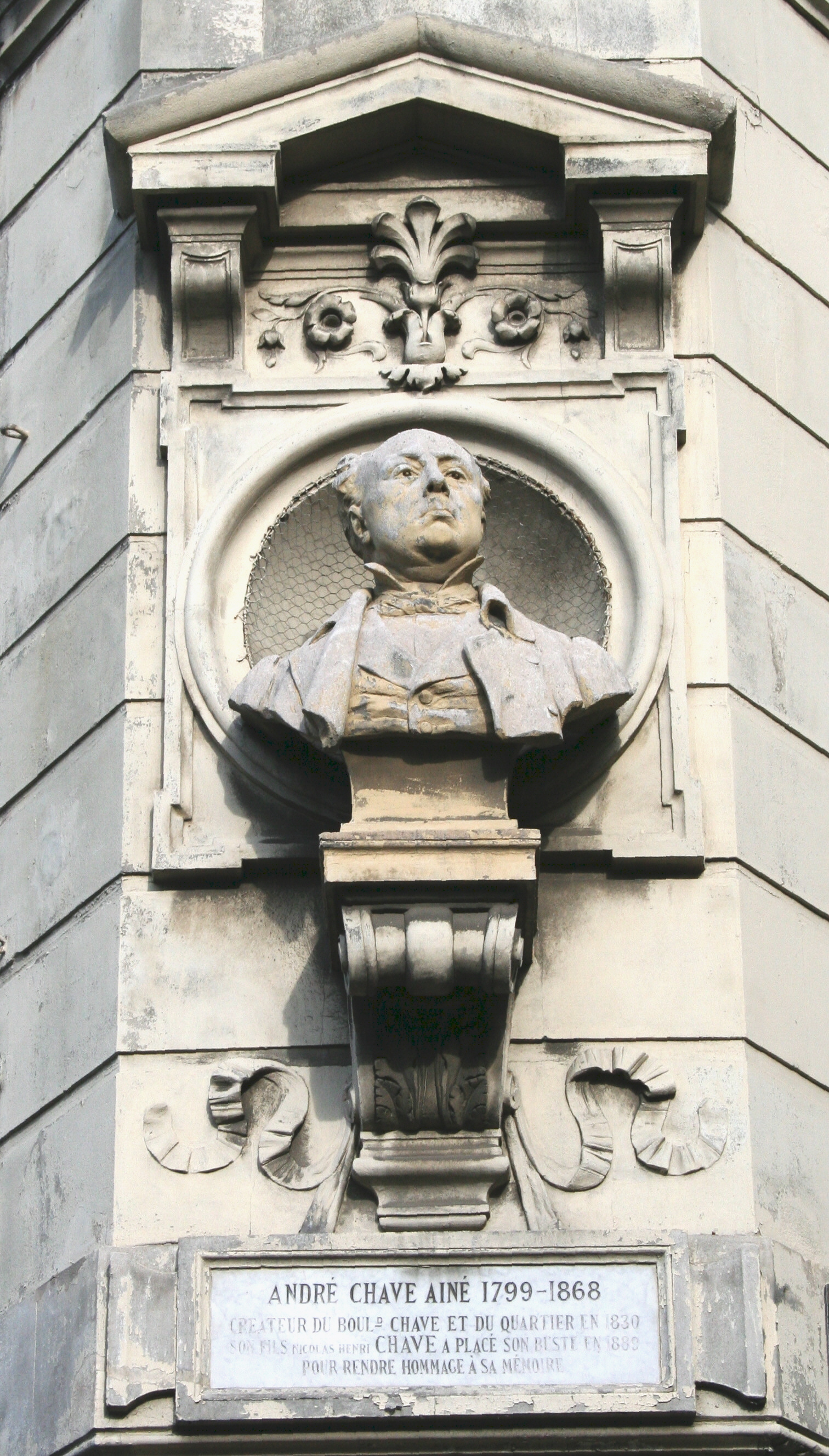
Busto de André Chave, en Marsella
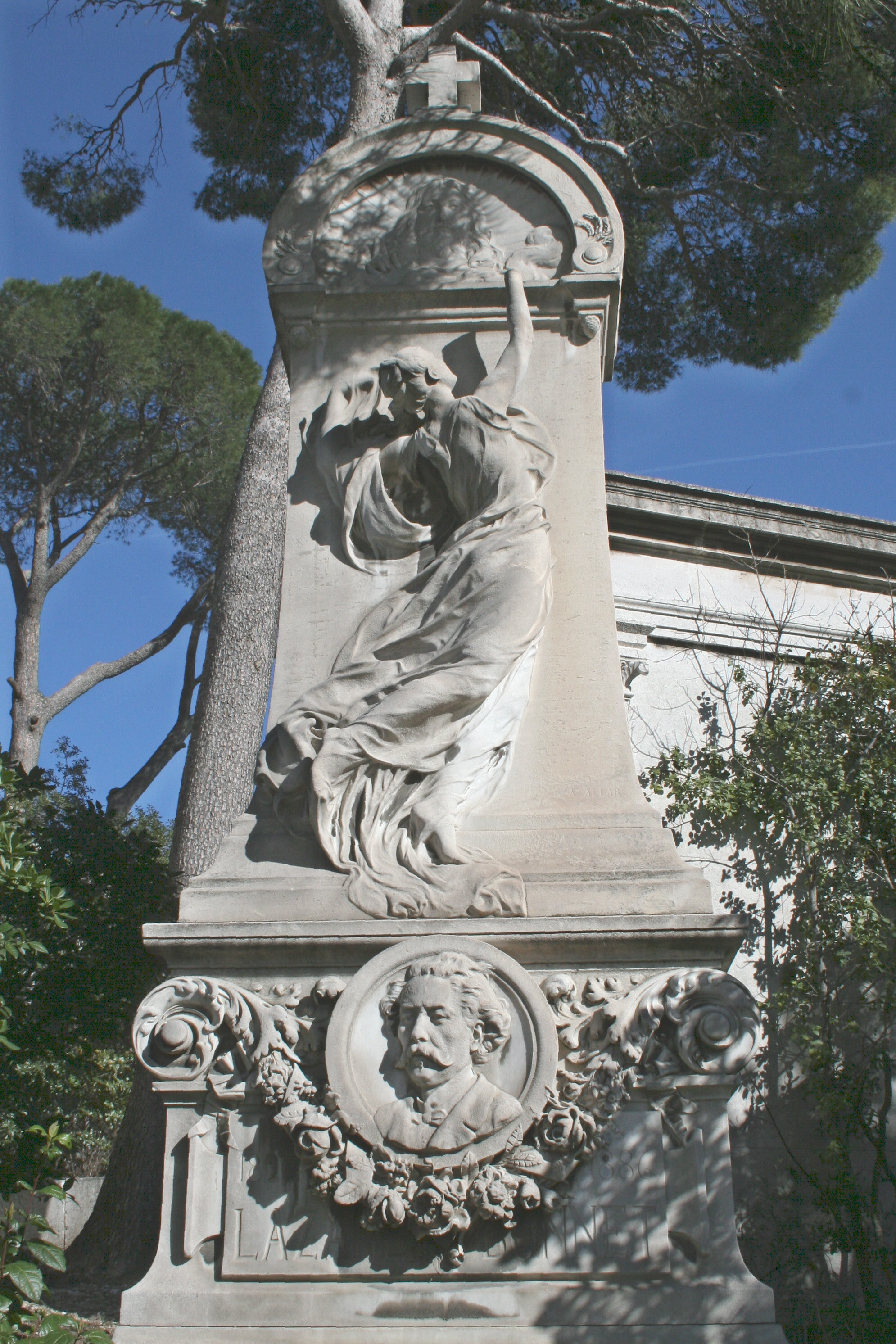
l'âme à Dieu , en el cementerio Saint-Pierre de Marsella
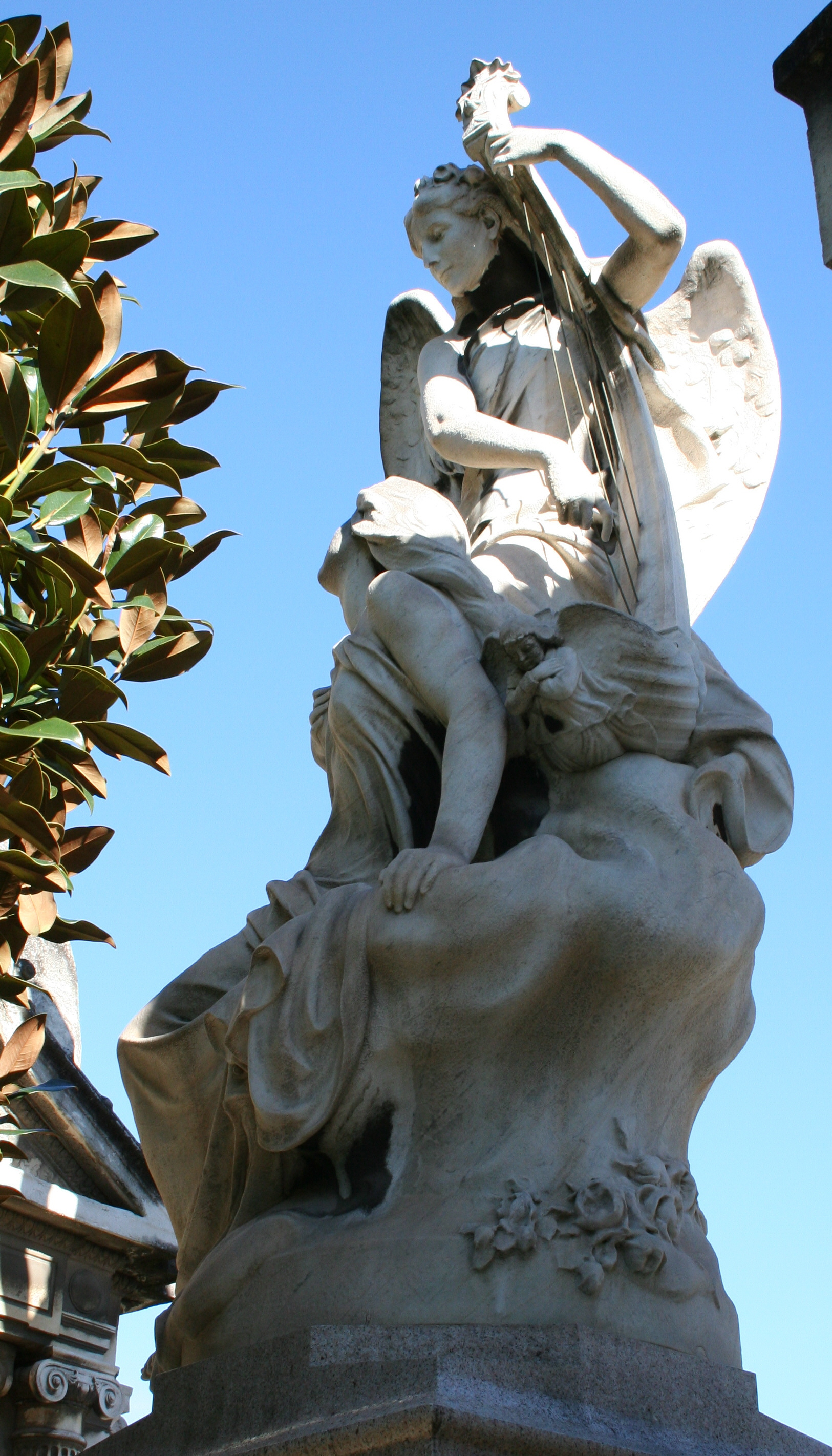
L'homme à la harpe , en el cementerio Saint-Pierre de Marsella
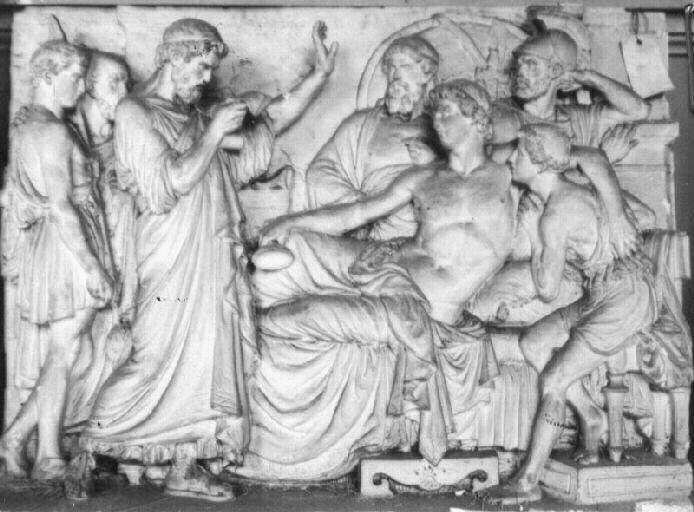
Alexandre buvant, tandis que son médecin Philippe lit la lettre de Parménion.
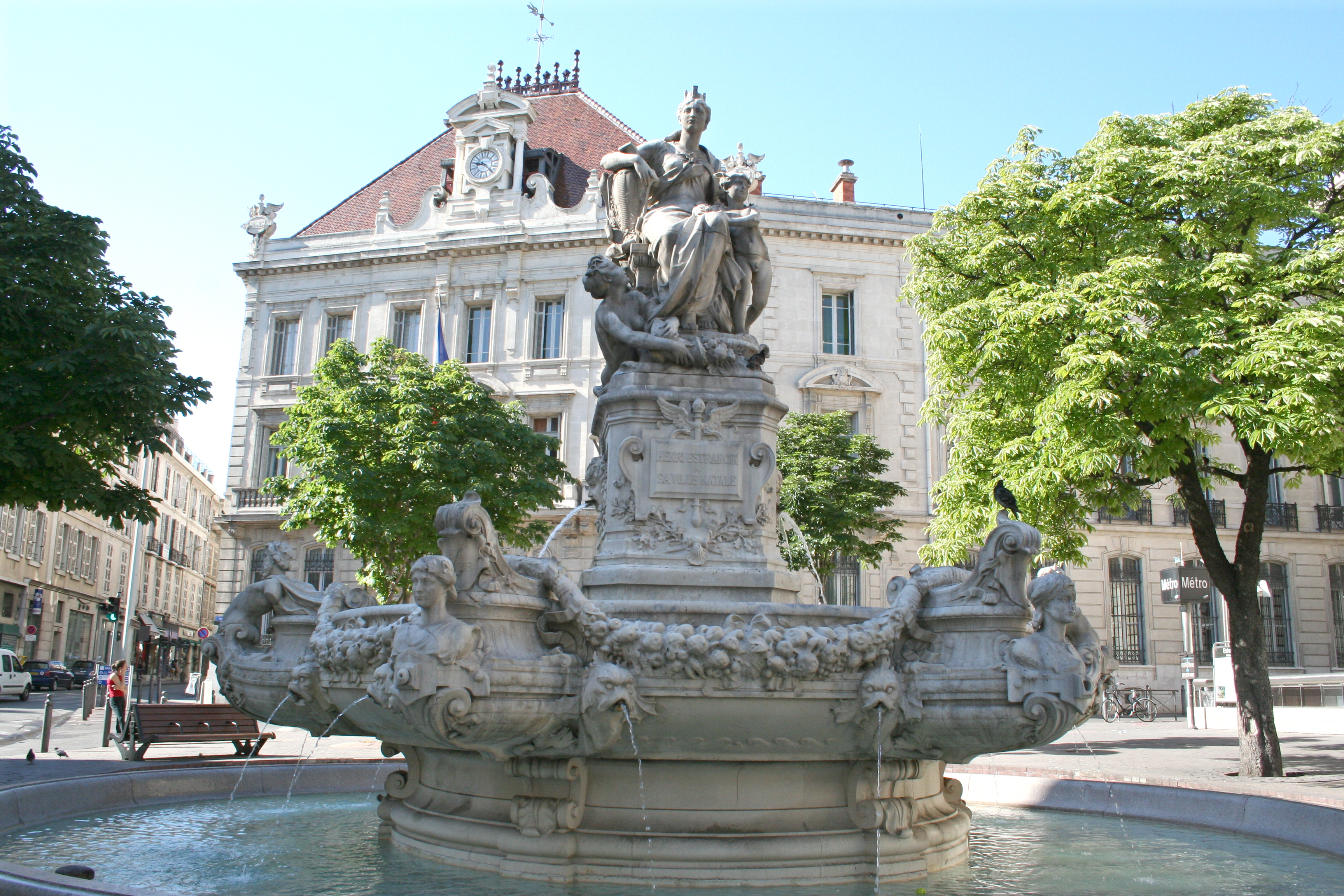
Fontaine Place Estrangin-Marseille
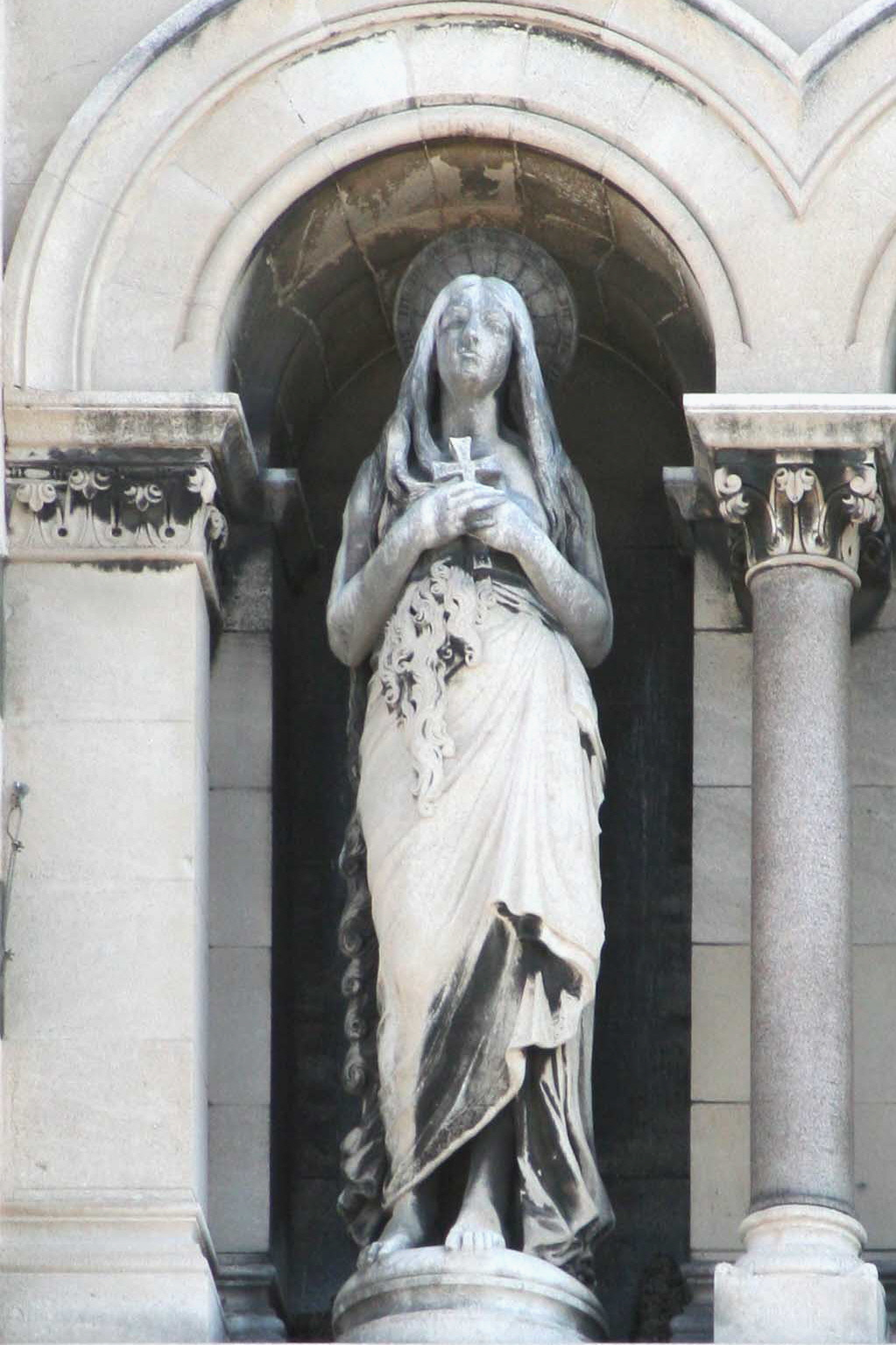
Sainte Marie Madeleine Catedral de la Major Marseille
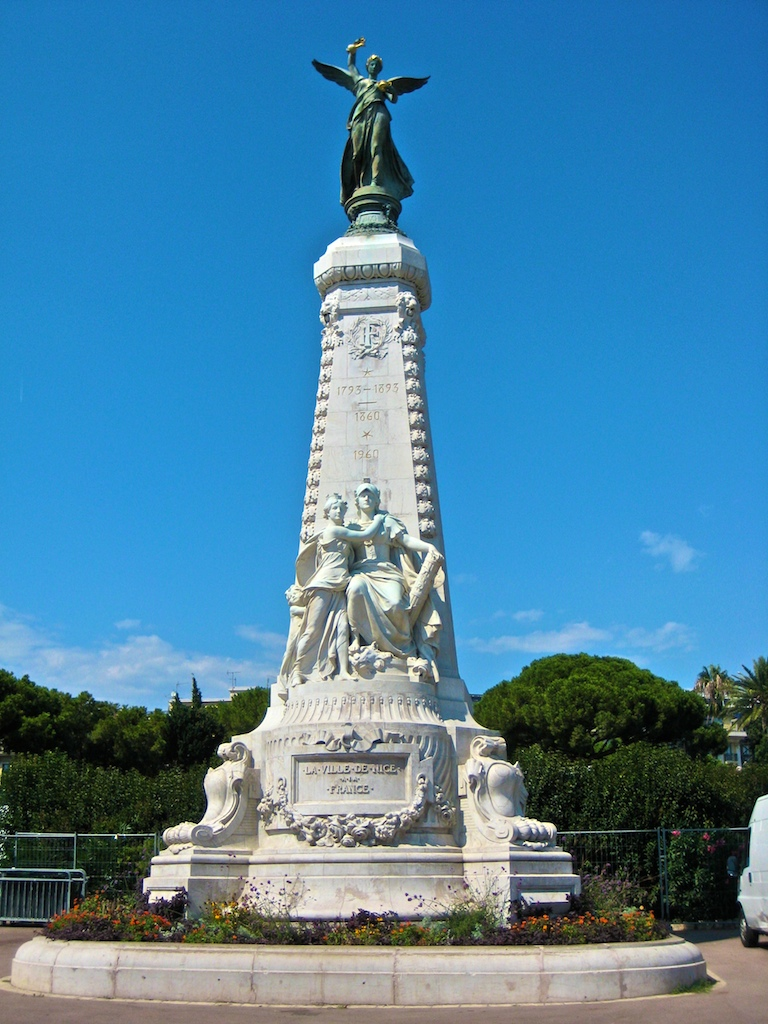
Monumento del centenario Niza
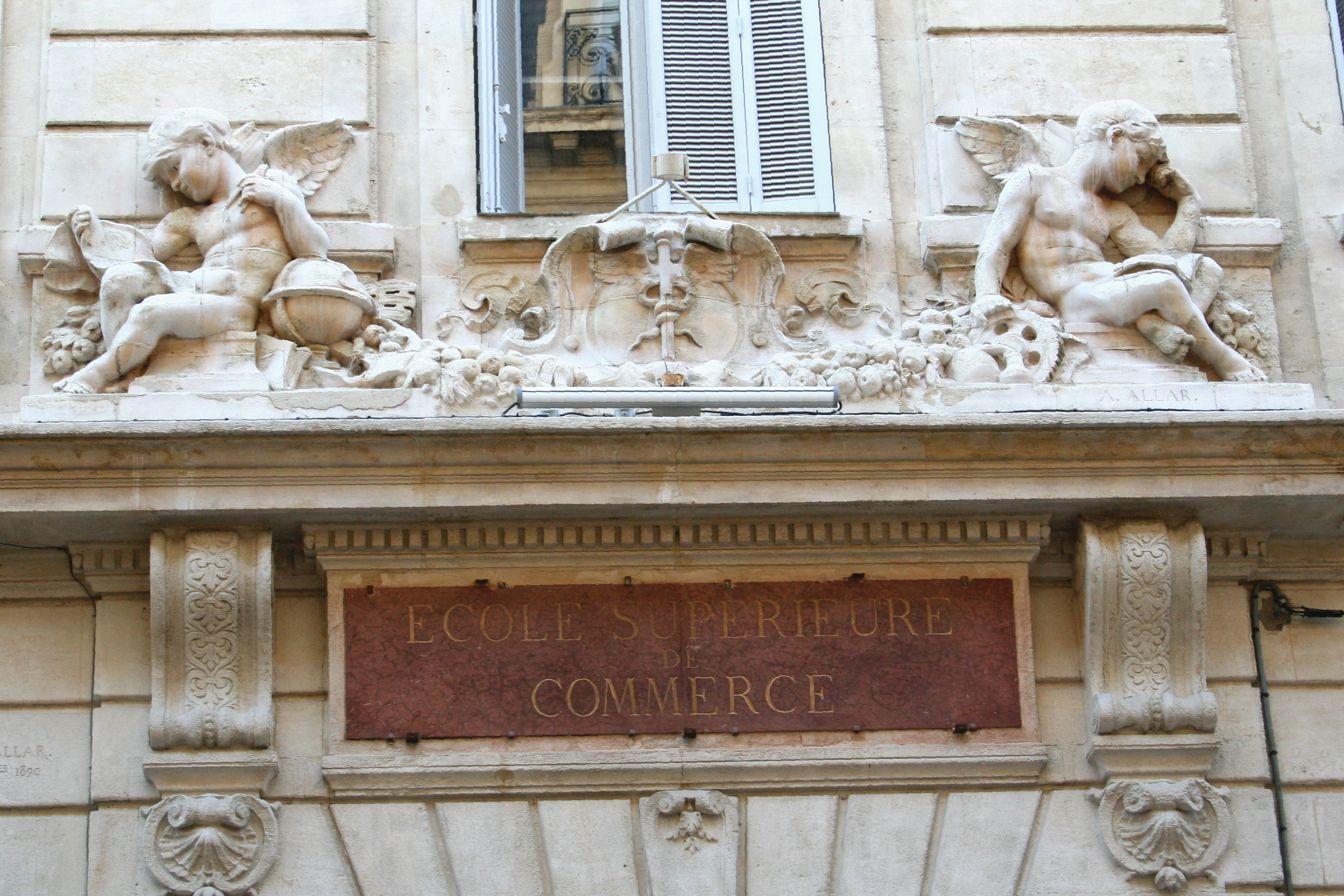
Cimacio de la puerta de la escuela de comercio de Marsella 148 rue Paradis

## Fallecimiento
André Allar murió a los 81 años en Toulon el 11 de abril de 1926 por la caída accidental desde un andamio. Fue nombrado oficial de la Legión de honor. Una calle de Marsella lleva su nombre.